# St. Julian's
San Ġiljan, també conegut com Saint Julian's, en anglès, és un municipi de Malta. En el cens de 2005 tenia 7752 habitants i una superfície d'1,6 km².
Està situat a la costa nord del país i es tracta d'un dels centres turístics més importants de l'illa amb nombrosos hotels, restaurants i clubs destinats a aquest negoci.

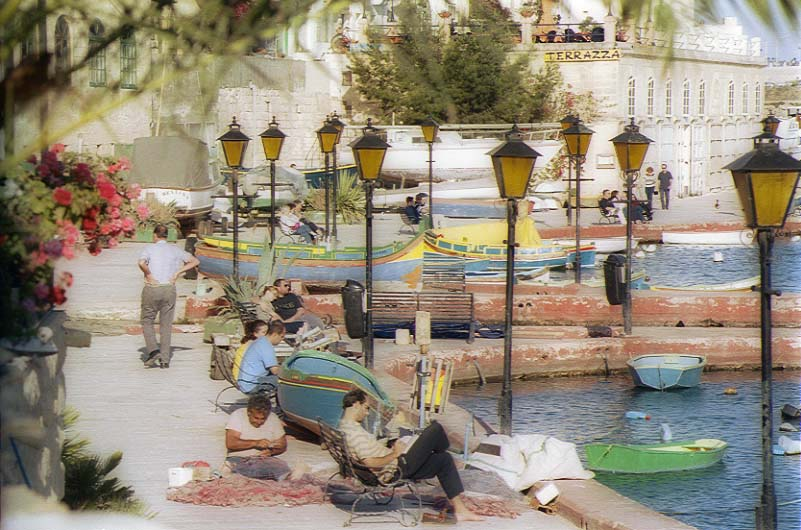
Part de la badia de Spinola a San Ġiljan